# Pörbitsch
Pörbitsch (oberfränkisch: Bäa-bidsch) ist ein Gemeindeteil der Großen Kreisstadt Kulmbach im Landkreis Kulmbach (Oberfranken, Bayern). Pörbitsch liegt in der Gemarkung Blaich.

## Geografie
Der ehemalige Weiler bildet mit Ziegelhütten im Westen und Blaich im Osten nördlich des Weißen Mains eine geschlossene Siedlung. Im Norden befindet sich der Pörbitscher Hang (503 m ü. NHN).

## Geschichte
Der Ort wurde 1430 als „Porwicz“ erstmals urkundlich erwähnt. Dem Ortsnamen liegt das obersorbische Wort „wjeŕbišćo“ zugrunde, das einen mit Weiden bestandenen Ort bezeichnet. Bis 1740 wurde zwischen Ober- und Unterpörbitsch unterschieden, wobei Oberpörbitsch wohl eine Ausbausiedlung von Unterpörbitsch war. Oberpörbitsch wurde Mitte des 18. Jahrhunderts mit Blaich zusammengefasst und seitdem nicht mehr namentlich erwähnt.
Gegen Ende des 18. Jahrhunderts bestand Pörbitsch aus acht Anwesen. Das Hochgericht übte das bayreuthische Stadtvogteiamt Kulmbach aus und hatte zugleich die Dorf- und Gemeindeherrschaft. Grundherren waren das Kastenamt Kulmbach (zwei Tropfgütlein) und das Rittergut Kirchleus (ein Gütlein, vier Söldengüter und ein Haus).
Von 1797 bis 1810 unterstand der Ort dem Justiz- und Kammeramt Kulmbach. Mit dem Gemeindeedikt wurde Pörbitsch dem 1811 gebildeten Steuerdistrikt Kauerndorf und der 1812 gebildeten gleichnamigen Ruralgemeinde zugewiesen. 1818 erfolgte die Überweisung an die neu gebildete Ruralgemeinde Blaich. Am 1. Januar 1902 wurde Pörbitsch nach Kulmbach eingegliedert.

## Einwohnerentwicklung
| Jahr      | 001809 | 001818 | 001861 | 001871 | 001885 | 001900 | 001925 | 001950 | 001961 | 001970 | 001987 |
| Einwohner | 84     | 78     | 125    | 191    | 350    | 484    | *      | *      | *      | 17     | *      |
| Häuser    |        | 14     |        |        | 27     | 33     | *      | *      | *      |        | *      |
| Quelle    | [ 10 ] | [ 7 ]  | [ 11 ] | [ 12 ] | [ 13 ] | [ 14 ] | [ 15 ] | [ 16 ] | [ 17 ] | [ 18 ] | [ 19 ] |

## Religion
Pörbitsch ist seit der Reformation evangelisch-lutherisch geprägt und nach St. Petrus (Kulmbach) gepfarrt.